# Autonome Mongoolse Prefectuur Bortala
De Autonome Mongoolse Prefectuur Bortala is een autonome prefectuur in het noordwesten van de noordwestelijke provincie Xinjiang, Volksrepubliek China. Bortala grenst in het noorden en westen aan Kazachstan, in het oosten grenst het aan Tacheng, in het zuiden aan de Autonome Kazachse Prefectuur Ili.
Hier volgt een lijst met het aantal van de Officiële etnische groepen van de Volksrepubliek China in deze autonome prefectuur:
| Etniciteit | Aantal  | Percentage |
| ---------- | ------- | ---------- |
| Han        | 284.915 | 67,19%     |
| Oeigoeren  | 53.145  | 12,53%     |
| Kazachen   | 38.744  | 9,14%      |
| Mongolen   | 23.927  | 5,64%      |
| Hui        | 19.053  | 4,49%      |
| Dongxiang  | 1.587   | 0,37%      |
| Overige    | 2.669   | 0,64%      |